# 江門市
江門市（こうもん/ジアンメン-し、簡体字: 江门、拼音: Jiāngmén）は、中華人民共和国広東省に位置する地級市。
広東省の中南部に位置し、粤港澳大湾区の一部を成す。珠海市、中山市、仏山市、雲浮市、陽江市に接する。

## 歴史
江門は元明代は新会県の管轄とされ、嶺南における商業の中心地として栄えていた。1904年に江門関が設置され広東八大関の一つに数えられた。中華民国時代になると1925年に省轄市とされたが、1931年に市制が廃止され再び新会県の管轄となった。中華人民共和国成立後の1951年1月12日、江門は再度省轄市に昇格し、広東省中央部の中心地として肇慶専区、仏山専区を管轄した。1983年の地方行政改革の際に省轄地級市となり現在に至っている。

## 行政
3市轄区・4県級市を管轄する。この行政範囲を四邑または五邑とも称される。
- 市轄区：
  - 蓬江区・江海区・新会区
- 県級市：
  - 恩平市・台山市・開平市・鶴山市

| 江門市の地図                                     |
| ------------------------------------------------ |
| 江海区 蓬江区 新会区 恩平市 台山市 開平市 鶴山市 |

### 年表
この節の出典

#### 粤中専区
- 1949年10月1日 - 中華人民共和国広東省粤中専区が成立。台山県・新会県・開平県・恩平県・鶴山県・高明県・陽春県・陽江県・赤渓県が発足。(9県)
- 1949年11月 - 新会県の一部が分立し、江門市が発足。(1市9県)
- 1950年1月12日 - 江門市が地級市の江門市に昇格。(9県)
- 1950年6月 - 開平県・台山県の各一部が合併し、三埠鎮が発足。(9県1鎮)
- 1951年10月 (9県1鎮)
  - 恩平県の一部(松和郷)が開平県に編入。
  - 開平県の一部(鶴洲郷)が恩平県に編入。
  - 西江専区雲浮県の一部が陽春県に編入。
- 1952年11月 
  - 台山県・赤渓県・陽春県・陽江県・恩平県・開平県が粤西行政区に編入。
  - 新会県・鶴山県・高明県・三埠鎮が粤中行政区に編入。

#### 江門市(第1次)
- 1950年1月12日 - 粤中専区江門市が地級市の江門市に昇格。(1市)
- 1956年1月4日 - 江門市が仏山専区に編入。

#### 粤中行政区
- 1952年11月 - 西江専区が行政区に移行し、粤中行政区となる。(25県1鎮)
  - 東江専区博羅県・竜門県・増城県、珠江専区中山県・順徳県・南海県・三水県・番禺県・宝安県・東莞県、粤中専区新会県・鶴山県・高明県・三埠鎮を編入。
  - 中山県・東莞県・宝安県の各一部が合併し、漁民県が発足。
- 1953年4月20日 (25県1鎮)
  - 漁民県が珠海県に改称。
  - 南海県の一部が広州市西区に編入。
- 1953年5月 - 三埠鎮が粤西行政区開平県に編入。(25県)
- 1953年5月29日 - 番禺県の一部が広州市黄埔区に編入。(25県)
- 1953年6月24日 - 番禺県の一部が広州市黄埔区に編入。(25県)
- 1953年7月1日 - 中山県の一部が分立し、地級市の石岐市となる。(25県)
- 1956年1月4日 
  - 宝安県・東莞県・博羅県・増城県・竜門県が恵陽専区に編入。
  - 中山県・南海県・番禺県・順徳県・新会県・三水県・高明県・鶴山県・珠海県が仏山専区に編入。
  - 高要県・新興県・雲浮県・羅定県・鬱南県・開建県・封川県・懐集県・広寧県・四会県・徳慶県が高要専区に編入。

#### 江門専区
- 1959年3月31日 - 高要専区が江門専区に改称。(1市10県)
  - 仏山専区江門市・新会県・台山県・開平県・高鶴県を編入。
- 1961年10月5日 (2市15県)
  - 広四県が分割され、広寧県・四会県が発足。
  - 徳封県の一部が分立し、徳慶県が発足。
  - 徳封県の残部・懐集県の一部が合併し、封開県が発足。
  - 羅定県の一部が分立し、鬱南県が発足。
  - 新興県の一部が分立し、雲浮県が発足。
  - 開平県の一部が分立し、恩平県が発足。
  - 高要県の一部が分立し、肇慶市が発足。
- 1961年10月7日 - 江門専区が肇慶専区に改称。

#### 江門市(第2次)
- 1966年 - 仏山専区江門市が地級市の江門市に昇格。(1市)
- 1970年 - 江門市が仏山地区に編入。

#### 江門市(第3次)
- 1975年11月22日 - 仏山地区江門市が地級市の江門市に昇格。(1市)
- 1983年12月22日 - 仏山地区開平県・台山県・恩平県・新会県・鶴山県、湛江地区陽江県・陽春県を編入。(1市7県)
- 1984年7月 - 城区・郊区を設置。(2区7県)
- 1988年1月7日 (2区5県)
  - 陽江県が市制施行し、地級市の陽江市に昇格。
  - 陽春県が陽江市に編入。
- 1992年4月17日 - 台山県が市制施行し、台山市となる。(2区1市4県)
- 1992年10月8日 - 新会県が市制施行し、新会市となる。(2区2市3県)
- 1993年1月5日 - 開平県が市制施行し、開平市となる。(2区3市2県)
- 1993年11月8日 - 鶴山県が市制施行し、鶴山市となる。(2区4市1県)
- 1994年2月28日 - 恩平県が市制施行し、恩平市となる。(2区5市)
- 1994年8月10日 (2区5市)
  - 城区が江海区に改称。
  - 郊区が蓬江区に改称。
- 2002年6月22日 (3区4市)
  - 新会市の一部が分立し、新会区が発足。
  - 新会市の残部が蓬江区に編入。

## 交通

### 鉄道
- 中国鉄路総公司
  - 珠西総合交通ハブ
    - 広珠都市間鉄道江門支線
    - 深湛線
    - 広珠線
    - 南沙港鉄道

### 道路
- 高速道路
  - 瀋海高速道路
  - 珠三角地区環状高速道路
  - 深岑高速道路
  - 広中江高速道路
  - 西部沿海高速道路
  - 広仏江珠高速道路
  - 新台高速道路
- 国道
  - G325国道

## 観光
- 開平楼閣と村落
- 崖山の戦い旧跡
- 上川島
- 開平孔雀湖国立湿地公園

## 姉妹都市
- リバーサイド、アメリカ合衆国
- コタキナバル、マレーシア